# مايلز كان (مغني)
مايلز كان (بالإنجليزية: Miles Kane)‏ هو عازف قيثارة ومغني وكاتب أغاني بريطاني، ولد في 17 مارس 1986 في ليفربول في المملكة المتحدة.

## وصلات خارجية
- الموقع الرسمي
- مايلز كان على موقع IMDb (الإنجليزية)
- مايلز كان على موقع ميوزك برينز (الإنجليزية)
- مايلز كان على موقع أول ميوزيك (الإنجليزية)
- مايلز كان على موقع ديسكوغز (الإنجليزية)